# دومنیکو کریشیتو
دومنیکو «میمو» کریشیتو (ایتالیایی: Domenico "Mimmo" Criscito؛ زادهٔ ۳۰ دسامبر ۱۹۸۶) بازیکن فوتبال اهل ایتالیا است

## تیم ملی
از سال ۲۰۰۹ میلادی عضو تیم ملی فوتبال ایتالیا بوده و در ۲۶ بازی ملی حضور داشته‌است. او در بازی‌های ملی‌اش گلی به ثمر نرساند.